# U2 (Metro de Berlim)
U2 é uma das nove linhas da U-Bahn de Berlim. Foi inaugurada em 1902 e circula entre as estações de Pankow e Ruhleben. Tem ao todo 29 estações.